# Viuvez

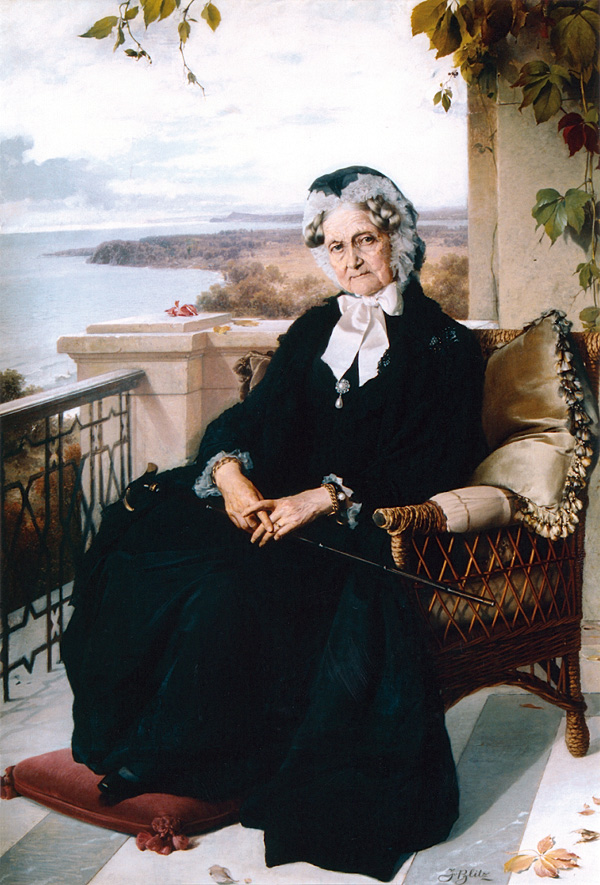
Retrato da princesa Alexandrina da Prússia, já viúva

Viuvez é o estado social em que um cônjuge fica quando o outro morre. Viúvo é o homem cuja esposa morreu e não tornou a casar-se. Uma mulher cujo marido morreu designa-se por viúva (do termo latino vidua).

## Evolução histórica
A viuvez tem sido uma importante problemática social, particularmente no passado. Nas famílias em que o marido era o único provedor, a viuvez poderia levar os parentes à pobreza, e muitas obras de caridade tinham, como objetivo, ajudar viúvas e órfãos. 
Por outro lado, hoje, em muitas sociedades, as viúvas e viúvos têm ótimas condições de vida, tendo direito a administrar os bens e a pensão do governo. Tal fato leva muitos a aspirarem a posição e se casarem com pessoas próximas a morrer única e exclusivamente pensando nisto, constituindo o chamado golpe do baú.